# Achaetica gloriosa
Achaetica gloriosa är en insektsart som beskrevs av Alexander Fyodorovich Emeljanov 1964. Achaetica gloriosa ingår i släktet Achaetica och familjen dvärgstritar. Inga underarter finns listade i Catalogue of Life.